# La Queue-en-Brie

Położenie La Queue-en-Brie w ramach aglomeracji paryskiej

La Queue-en-Brie – miejscowość i gmina we Francji, w regionie Île-de-France, w departamencie Dolina Marny.
Według danych na rok 1990 gminę zamieszkiwało 9897 osób, a gęstość zaludnienia wynosiła 1080 osób/km² (wśród 1287 gmin regionu Île-de-France La Queue-en-Brie plasuje się na 239. miejscu pod względem liczby ludności, natomiast pod względem powierzchni na miejscu 418.).